# Liste der Monuments historiques in Labastide-Beauvoir
Die Liste der Monuments historiques in Labastide-Beauvoir führt die Monuments historiques in der französischen Gemeinde Labastide-Beauvoir auf.

## Liste der Bauwerke
| Bezeichnung | Beschreibung                  | Standort | Kennzeichnung | Schutzstatus | Datum | Bild           |
| ----------- | ----------------------------- | -------- | ------------- | ------------ | ----- | -------------- |
| Schloss     | Erbaut im 18./19. Jahrhundert | (Lage)   | PA00094358    | Inscrit      | 1983  | weitere Bilder |